# واپس‌رانی
در نظریه روانکاوی بیرون نگه داشتن خاطرات، افکار یا احساسات پریشانی‌آور از خودآگاه را واپس‌رانی یا واپس‌زنی (به انگلیسی: Repression) می‌گویند. این محتویات ناخواسته که اغلب شامل خواسته‌های جنسی یا پرخاشگرانه یا خاطرات دردناک دوران کودکی هستند، به ضمیر ناخودآگاه رانده می‌شوند. گمان می‌رود که واپس‌رانی اضطراب و علائم عصبی را زمانی که یک رانه یا انگیزش ممنوع تهدید به ورود به خودآگاه می‌کند، افزایش می‌دهد. روانکاوی به دنبال کشف خاطرات واپس‌زده از طریق تداعی آزاد و همچنین بررسی خواسته‌های واپس‌زده‌ای است که در خواب بروز پیدا کرده‌اند.
واپس‌رانی یک سازوکار دفاعی است که تضمین می‌کند از ورود چیزی که برای ذهن خودآگاه ناپذیرفتنی است و اگر به یاد آورده شود اضطراب برمی‌انگیزد، جلوگیری کند.
در مورد امکان واپس‌رانی آسیب‌های روانی بحث وجود دارد. برخی از شواهد نشان می‌دهد که «بزرگسالانی که ترومای عظیمی را تجربه کرده‌اند، می‌توانند به یک بی‌حسی روانی دست یابند که حافظه یا احساس در مورد فاجعه را مسدود می‌کند.»